# 里巴多鲁
里巴多鲁是葡萄牙波尔图区的一个堂区。总面积3.07平方公里，总人口410人，人口密度133.6人/平方公里。